# Sinastria
Sinastria é uma técnica utilizada na Astrologia para verificar o grau de "compatibilidade" numa relação (afetiva, profissional ou familiar) entre duas pessoas. Essa técnica faz uso do mapa astral, recorrendo aos perfis astrológicos de um indivíduo e seu parceiro.

## Sinastria Amorosa
Sinastria Amorosa é uma técnica que compara o mapa natal de duas pessoas com o objetivo principal de medir a compatibilidade, o nível de atração entre ambos, as afinidades e os desafios que envolvem a relação. Com os dados de nascimento de ambos os parceiros consegue-se montar o mapa duplo (ou sobreposto) que irá nos revelar as afinidades e desafios a serem superados entre o casal.
Muitos sites oferecem o serviço de sinastria, inclusive sinastria amorosa gratis o que muitas vezes envolve o cálculo do mapa duplo onde pode-se, através deste, fazer uma análise e interpretação para o casal.

## Sinastria Amorosa na Astrologia Védica
No sistema astrológico védico o modo para avaliar a compatibilidade com base nos horóscopos é singular. O conceito fundamental de combinar horóscopos deriva das constelações (nakshatra) ocupada pela Lua e Ascendente no momento do nascimento da noiva e do noivo. Os 27 nakshatras representam diferentes naturezas em relação às suas castas, animais, sexo, Gana (sua predisposição divina/humana/demôniaca), humor, aves, elementos primordiais, Gotra, direções governadas, consoantes e vogais, harmonia mútua e repulsão com certas estrelas, atração em virtude da distância mútua, etc.
Além disso, uma série de outros fatores, como longevidade dos indivíduos, viuvez, pobreza, descendência, estado do corpo, natureza e aflições planetárias, período de Dashas, Marakas (planetas que indicam morte), posicionamento de Marte em sua natividade (Mangal Dosha), momento da pergunta, presságios, antídotos, horários auspiciosos para o casamento, etc., devem ser considerados para determinar uma união adequada do casal.
Com base nas constelações de nascimento, examinam-se os seguintes aspectos para verificar a compatibilidade: Varna, Vashya, Tara, Yoni, Gana, Graha Maitri, Bhakoota, Nadi, Mahendra, Vedha, Rajju, Stree Deergha, Linga, Gotra, Varga e Yujja.
Em outro sistema, apenas oito desses fatores são considerados importantes e recebem valores numéricos - Varna (1 ponto), Vashya (2 pontos), Tara (3 pontos), Yoni (4 pontos), Graha Maitri (5 pontos), Gana (6 pontos), Bhakoota (7 pontos) e Nadi (8 pontos). A soma desses fatores totaliza 36 pontos, e um horóscopo é considerado compatível apenas se a pontuação de compatibilidade for superior a 18.
A importância de diversos aspectos na compatibilidade é a seguinte:
- Varna: Casta - interesses.

- Vashya: Controle mútuo - amizade.

- Tara: Beneficência mútua, sorte, auspiciosidade.

- Yoni: Afinidade, desejo, compatibilidade sexual.

- Graha Maitri: Disposição psicológica, amizade.

- Gana: Predisposição natural Deva - Manushya - Rakshasa.

- Bhakoota: Filhos, crescimento da família.

- Nadi: Temperamentos, hereditariedade (astrológica), aflição e morte para o outro.

- Mahendra: Promove apego, aumento da longevidade.

- Stree - Deergha: Predisposição a servir o outro.

- Rajju: Felicidade e duração da vida matrimonial.

- Vedha - Varga: Repulsão mútua e inimizade.

- Varga: Amizade/inimizade mútua julgada a partir de seus nomes.

- Yujja: Tipo de amor mútuo - de um lado - ambos os lados.

Com base nos aspectos mencionados, realiza-se um cálculo matemático para encontrar uma correspondência. Em casos específicos, faz-se um casamento com base nas necessidades, e o astrólogo precisa utilizar suas habilidades para examinar a compatibilidade. Tradicionalmente é considerado essencial fazer a análise dos horóscopos antes de prosseguir com as negociações de casamento. 

No entanto, é explicitamente mencionado nos antigos livros que essas correspondências só devem ser consideradas no caso de casamentos arranjados. Em um casamento por amor, a afinidade de mentes já existe e prevalece sobre todas essas correspondências. Se as mentes estiverem em sintonia, a compatibilidade de horóscopos tem pouca relevância. Mesmo se todas as correspondências acima estiverem presentes ou ausentes, o casamento por amor pode prosseguir de maneira auspiciosa. Esse sistema está em prática há mais de dois milênios.